# Älgöns naturreservat
Älgöns naturreservat är ett naturreservat i Lycke socken i Kungälvs kommun i Bohuslän och ingår i Natura 2000, EU:s ekologiska nätverk av skyddade områden. Det omfattar hela Älgön samt vattnet däromkring med ett par mindre holmar. Reservatet är omkring 1 050 hektar stort. Det inrättades 1974 och förvaltas av Västkuststiftelsen.
På ön finns tre rösen från bronsåldern och en stensättning från brons- eller järnålder. Lämningar efter sillfiskeperioderna under 1700- och 1800-talen finns vid främst Lammholmesund, där skorstenen från guano- och trankokeriet stod, "Älgö piba", men även på Riddertången.

## Geologi
Ön ligger utsträckt i öst-västlig riktning i södra delen av Hakefjorden mellan Brattön i öster och Hättan i väster. På den västra delen stupar berget brant ned i havet vid "Älgö gavel". Berggrunden är uppbyggd av yngre vulkaniska bergarter, vilka genombrutit den omgivande gnejsberggrunden. Den dominerande bergarten är grönstensarten norit, som är unik för Bohuslän.

## Flora
Området karakteriseras av en artrik flora, och över 500 olika arter av kärlväxter har hittats. På bergskrönet breder ljungheden ut sig och denna är en av Västsveriges största. På ön växer också bland annat blåsippa, låsbräken, ormtunga, rosenbjörnbär, rutlåsbräken, trolldruva och orkidéerna nästrot och tvåblad. Vid toppröset växer klippoxel (Sorbus rupicola), som annars är sällsynt i Sverige och endast har spridda förekomster i södra delen av landet, från Kullaberg i Skåne och norrut till Uppland.

## Fauna
Bland djurlivet märks främst fåglar och insekter, och till det rika fågellivet hör bland annat populationer av sångare, till exempel gransångare, grönsångare och svarthätta. På ljungheden och bergskammar återfinner man inte sällan korp, orre och tornfalk och på strandängarna häckar rödbena, ängspiplärka och vissa år även enkelbeckasin. Längs stränderna kan man vintertid få se stora ejderflockar samt doppingar, lommar, sjöorre och svärta.